# Дар'ївка (Кропивницький район)
Да́р'ївка — село в Україні, у Соколівській сільській громаді Кропивницького району Кіровоградської області. Населення становить 114 осіб.
Через село протікає річка Коноплянка.

## Населення
Згідно з переписом УРСР 1989 року чисельність наявного населення села становила 128 осіб, з яких 55 чоловіків та 73 жінки.
За переписом населення України 2001 року в селі мешкало 114 осіб.

### Мова
Розподіл населення за рідною мовою за даними перепису 2001 року:
| Мова       | Відсоток |
| ---------- | -------- |
| українська | 94,74 %  |
| російська  | 5,26 %   |